# Madeleine Rees
Madeleine Selina Rees, OBE és una advocada britànica i Secretaria General de la Lliga Internacional de les Dones per la Pau i Llibertat. Ha parlat fora contra els abusos dels drets humans dins Bòsnia pel manteniment de la pau i d'altres treballa per les Nacions Unides.

## Carrera
Rees es va convertir en advocada el 1990. Va treballar per a un important bufet d'advocats britànic, fent-se sòcia el 1994. Allà, es va especialitzar en dret de discriminació, implicant-se especialment en l'àmbit de l'ocupació i també es va especialitzar en dret públic i administratiu. Rees va treballar en nom de la Comissió per a la Igualtat Racial. Els casos de discriminació presentats per Rees s'han escoltat tant al Tribunal europeu de Drets Humans i com al Tribunal Europeu de Justícia de Luxemburg.
El 1998, Rees va començar a treballar com Cap d'Oficina a Bosnia i Hercegovina i com a experta en gènere per l'Oficina de l'Alt Comissionat dels Drets Humans. Va ajudar a exposar els abusos contra els drets humans relacionats amb el comerç sexual a Bòsnia donant testimoni en suport de Kathryn Bolkovac, un monitor de la Força de Policia Internacional de les Nacions Unides que va ser contractada per ajudar a acabar amb els abusos sexuals i la prostitució forçosa a Bòsnia. Bolkovac va revelar l'ús de les prostitutes i la participació en el tràfic sexual per part de la Missió de Nacions Unides a Bosnia i Hercegovina.

## Cas d'acomiadament arbitrari
El 2009, Rees va ser destituïda de la seva posició, i després el març del 2010 va ser acomiadada. Un tribunal administratiu de disputes de les Nacions Unides ho va dictaminar com acomiadament improcedent. El despatx de l'Alt Comissionat va denegar els càrrecs i va afirmar que Rees havia estat reassignada inicialment a un nou càrrec a causa de les queixes dels alts directius sobre el seu rendiment laboral i que després no va acceptar el nou càrrec que li havien ofert. Tanmateix, 
el jutge Coral Shaw, va dictaminar que la reassignació de Rees a un nou lloc era il·legal.
Va ser retratada per Vanessa Redgrave en el llargmetratge de 2010 El Whistleblower.

## Premis
Rees va ser nomenada Agent de l'Ordre de l'Imperi britànic (OBE) en els 2014 Birthday Honours Honors d'Aniversari del 2014 pels serveis als drets humans, en especial els drets de les dones, i pau i seguretat internacionals.